# Columbo: Lösegeld für einen Toten
Lösegeld für einen Toten (Originaltitel: Ransom for a Dead Man) ist der erstmals am 1. März 1971 auf NBC gesendete Pilotfilm der anschließend in Serie produzierten Kriminalfilmreihe Columbo. Nach dem 1968 veröffentlichten Fernsehfilm Mord nach Rezept ermittelt Peter Falk zum zweiten Mal in seiner Paraderolle als Lieutenant Columbo. In dem von Universal Television unter der Regie von Richard Irving gedrehten Fernsehfilm verkörpert die oscarprämierte Schauspielerin Lee Grant  die Staranwältin Leslie Williams als Gegenspielerin von Columbo.

## Handlung
Leslie Williams ist eine ehrgeizige und äußerst scharfsinnige Staranwältin. Gemeinsam mit ihrem Ehemann Paul Williams betreibt sie die erfolgreiche Anwaltskanzlei Williams & Williams. Leslie Williams’ deutlich älterer Ehemann steht ihrer Karriere jedoch im Weg. Zu Beginn eines ausgeklügelten Mordplans steht die Erschießung ihres Ehemanns im gemeinsam bewohnten Domizil, kurz nachdem dieser von einer Geschäftsreise heimkehrt. Die Leiche transportiert Leslie in Pauls Wagen zu einer Klippe und wirft sie in den Pazifik.
Um den Mord zu verschleiern und um gleichzeitig an eine große Summe Bargeld aus Pauls Vermögen zu gelangen, täuscht Leslie eine Entführung ihres Ehemannes vor. Mittels eines gut durchdachten komplexen Plans kann sie sich das vermeintlich an die Entführer übergebene Lösegeld in Höhe von 300.000 US-Dollar (2025: ca. 2.320.000 US-Dollar) vor den Augen der Polizei ergaunern. Abgesehen von Columbos Verdacht gegenüber Leslie und dem unerwarteten Auftauchen ihrer verhassten und ihr gegenüber misstrauischen Stieftochter Margaret ist für Leslie alles nach Plan gelaufen.
Aus Verzweiflung fingiert Margaret, die intuitiv weiß, dass Leslie ihren Vater ermordet hat, falsche Beweisstücke. Margarets Plan scheitert. Doch sie lässt Leslie wissen, dass sie weiß, dass Leslie hinter dem Mord steckt. Margaret teilt ihrer Stiefmutter mit, dass sie nur nach Europa zurückfliegt, wenn Leslie ihr umfangreiche jährliche Zahlungen zugesteht sowie eine Einmalzahlung in Höhe von 25.000 Dollar (2025: ca. 190.000 US-Dollar) in bar aushändigt.
Tags darauf folgt am Flughafen der stark unterkühlte Abschied zwischen Margaret und Leslie. Kurz vor dem Ausgang des Flughafengebäudes trifft Leslie ein letztes Mal und scheinbar zufällig auf Columbo. In einem Flughafenrestaurant lädt Columbo Leslie auf einen Drink ein und konfrontiert sie schließlich mit den Beweisen für ihre Täterschaft. Zudem klärt Columbo Leslie auf, dass letztlich ihre Gewissenlosigkeit und Habgier für ihre Überführung gesorgt haben. Sie könne sich einfach nicht vorstellen, dass es nur sehr wenige Menschen gäbe, die Schweigegeld annehmen und dafür einen Mord vergessen. Unterdessen hat ein Kriminalbeamter den Koffer mit den 25.000 US-Dollar an den Tisch gebracht, die Margaret zuvor im Zuge einer Absprache mit Columbo von Leslie verlangt und auch erhalten hat. Es handelt sich zweifelsohne um 25.000 US-Dollar aus dem Lösegeld, da diese Scheine vor der Herausgabe von der Polizei registriert wurden.

## Produktion

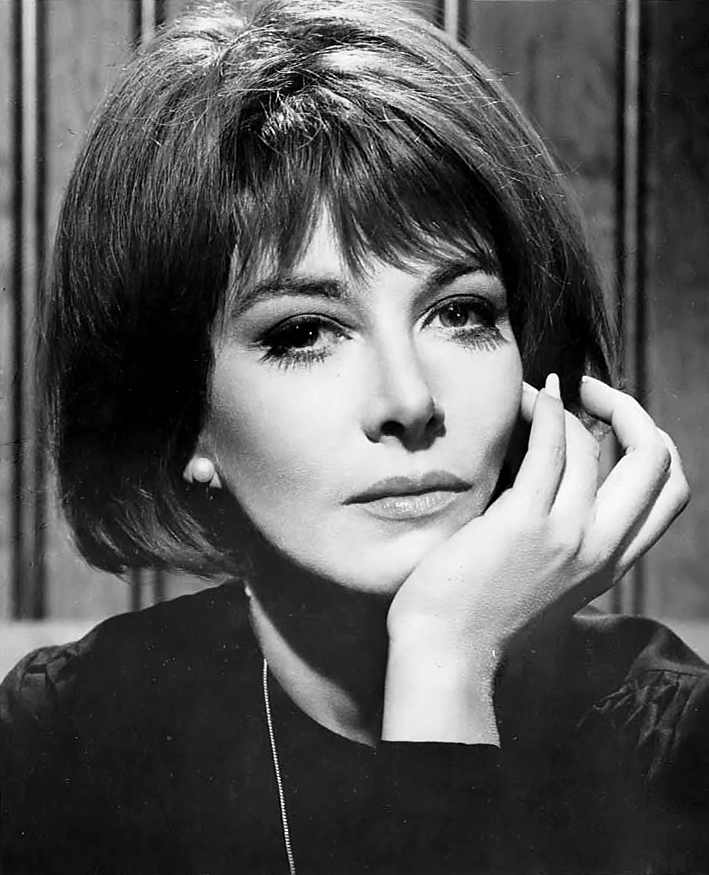
Lee Grant spielt die mordende Staranwältin Leslie Williams

Mit Peter Falk als Lieutenant Columbo und Gene Barry in der Rolle des Mörders Dr. Roy Flemming wurde in den Universal Studios unter der Regie von Richard Irving der 95-minütige Fernsehfilm Mord nach Rezept produziert. Der am 20. Februar 1968 auf NBC als Movie-of-the-week ausgestrahlte Film gehörte zu den bis dahin zehn einschaltquotenstärksten TV-Filmen aller Zeiten.
Der Quotenerfolg veranlasste NBC, den Wunsch an Universal Television zu äußern, Columbo als Serie zu produzieren. Doch Levinson, Link und Falk hielten es für unmöglich, eine wöchentliche Serie mit den im US-Fernsehen üblichen 22 Episoden pro Jahr für die von Herbst bis Frühjahr laufende TV-Seriensaison zu drehen, und lehnten ab. Als damaliger Präsident der Universal Television versuchte Sid Sheinberg fortan, das Autorenduo und Falk immer wieder von einer Serienproduktion zu überzeugen. Nachdem sämtliche Versuche seitens Sheinberg misslangen, ließ er ein neues Konzept namens NBC Mystery Movie entwickeln. Bei diesem Konzept sollten sich drei verschiedene Krimiserien im wöchentlichen Turnus abwechseln. Pro Serie mussten so lediglich sieben oder acht Episoden produziert werden, um die 22 Folgen für eine Seriensaison zu erreichen. Und Columbo sollte laut Sheinbergs Plan eine dieser drei Serien neben Ein Sheriff in New York und McMillan & Wife sein. Falk, Levinson und Link stimmten diesem Vorschlag nun endlich zu. Bedingung seitens Sheinberg war allerdings, zunächst einen weiteren abendfüllenden 90-minütigen Columbo als Pilotfilm zu produzieren, um einerseits sicherzugehen, dass die Zuschauer auch drei Jahre nach dem Erfolg des Erstlingswerks Mord nach Rezept weiterhin Interesse an Columbo zeigen würden und andererseits das Publikum für die im September 1971 beginnende Ausstrahlung der ersten Columbo-Staffel „anzufüttern“.
Universal Television stellte für die vom 27. November bis 23. Dezember 1970 produzierte Pilotfolge dem wie auch schon bei Mord nach Rezept in Doppelfunktion fungierenden Produzenten und Regisseur Richard Irving ein sehr hohes Budget zur Verfügung. So konnten aufwendige und kostspielige Szenen mit Privatflugzeugen und Helikoptern realisiert werden. Die Geschichte von Lösegeld für einen Toten stammte aus der Feder der Columbo-Erfinder Richard Levinson und William Link. Auf Wunsch und Empfehlung seitens der anderweitig beschäftigen Levinson und Link wurde als Drehbuchautor und gleichzeitig Produzent der Episode Dean Hargrove engagiert. Hargrove ergänzte Columbo um einige neue und künftig wiederkehrende Elemente: Er erfand Columbos Liebe für Chilli, Columbos Faszination und Begeisterung für die neuesten technischen Entwicklungen, sowie eine Prise Action und mehr Humor. Zugleich konnte Hargrove seinen Hauptdarsteller Falk davon überzeugen, dass die Rolle Columbo eine stets wiederkehrende und einzigartige Garderobe benötige, die bestenfalls komplett im Ton-in-Ton-Stil sei. Peter Falk steuerte schließlich aus seiner privaten Garderobe von zu Hause ein Paar alte, hochgeschlossene, braune Schuhe sowie eine dunkelgrüne Krawatte mit kleinen weißen Punkten bei. Zudem entschied er sich für einen weiten, bequem sitzenden Mantel – den er die nächsten 20 Jahre tragen würde. Die Garderobenabteilung der Universal Studios hatte des Weiteren einen blau-weißen Anzug ausgesucht, der auf Falks Wunsch braun gefärbt wurde. „Alles, was ich trage, auch meine Hemden, müssen einen braunen Farbton haben. Ich wurde 1965 verrückt nach der Farbe, als ich Italien besuchte. Dort ist alles braun, auch die Gebäude. Die Italiener verstehen diese Farbe wirklich am besten.“ Als Ergänzung zu seinem Outfit wurde Falks Haar struppig frisiert.
Die Hauptrolle ging an Lee Grant, mit der Columbo-Darsteller Peter Falk bereits bei der Literaturverfilmung zu Der Balkon zusammenarbeitete und die er seitdem verehrte. Ab November 1971 spielten Falk und Grant gemeinsam am Broadway im allseits gefeierten Theaterstück The Prisoner of Second Avenue. Als Kameramann konnte der arrivierte und oscarprämierte Lionel Lindon engagiert werden. Die einprägsame Filmmusik steuerte der Komponist Billy Goldenberg bei.
In einer Szene im letzten Drittel der Pilotfolge fasst die Mörderin Leslie Williams zukunftsweisend für den Verlauf aller weiteren Columbo-Folgen die Methode Columbo zusammen: „Wissen Sie Columbo, dass ich Sie fast gern hab mit ihrer schäbigen Art und Weise. Vielleicht ist es die Art und Weise, wie Sie hier reingeschlurft kommen mit Ihren billigen Tricks. Ihre Unterwürfigkeit, die scheinbare Geistesabwesenheit. Die netten kleinen Anekdoten über die Familie. Die Frau und all das. Lieutenant Columbo – holprig und stolpernd und klein. Aber ständig ist er an der Kehle des Opfers. Und ich kann mir sehr gut vorstellen, dass er in den meisten Fällen auch Erfolg hat.“
Am 1. März 1971 wurde der Serienpilot mit dem Titel Lösegeld für einen Toten auf NBC erstmals ausgestrahlt. Nach dem neuerlich erheblichen Publikumserfolg veranlasste Sid Sheinberg umgehend, zunächst sechs weitere 75-minütige Folgen für die geplante NBC-Mystery-Movie-Reihe zu produzieren. Die deutsche Erstausstrahlung folgte am 17. Mai 1973 im Ersten Programm (ARD).

## Besetzung und Synchronisation
Die deutschsprachige Synchronfassung entstand im Jahr 1973 bei der Studio Hamburg Synchron unter der Dialogregie und nach einem Dialogbuch von Werner Bruhns.
| Figur              | Darsteller       | Deutscher Sprecher                         |
| ------------------ | ---------------- | ------------------------------------------ |
| Lieutenant Columbo | Peter Falk       | Uwe Friedrichsen / Kai Wulff (Nachsynchro) |
| Leslie Williams    | Lee Grant        | Marianne Wischmann                         |
| Michael Clark      | John Fink        | Peter Kirchberger                          |
| Agent Carlson      | Harold Gould     | Helmo Kindermann                           |
| Margaret Williams  | Patricia Mattick | Marion Hartmann                            |
| Weitere Darsteller |                  |                                            |
| Hammond            | Paul Carr        | Volker Lechtenbrink                        |
| Phil               | Jed Allan        |                                            |
| Richard            | Charles Macaulay |                                            |
| Rechtsanwalt       | Hank Brandt      | Wolf Rahtjen                               |
| Pat                | Jean Byron       | Verena Wiet / Eva Gelb (Nachsynchro)       |
| Perkins            | Richard Roat     | Paul Edwin Roth                            |
| Paul Williams      | Harlan Warde     | Hans Paetsch                               |
| Bert               | Timothy Carey    | Franz-Josef Steffens                       |
| Priester           | Richard O’Brien  | Otto Kuhlmann                              |
| Nancy              | Lisa Moore       | Renate Pichler                             |

## Rezeption
Die Fernsehzeitschrift TV Spielfilm vergab eine positive Wertung (Daumen hoch): „Ein Erfolgsrezept geht in Serie“.
Das Lexikon des internationalen Films befand: „Der weniger durch Spannung als durch psychologisches Interesse an der Entlarvung fesselnde Pilotfilm der Columbo-Serie“.
Der Autor Michael Striss wertete mit drei von vier Sternen (sehr empfehlenswert). Er hielt den Auftakt für vielversprechend: „Drei Jahre nach dem ersten Auftritt des Inspektors kam nun der eigentliche Pilotfilm zur Serie. Er wird diesem Anspruch voll gerecht und macht neugierig auf weitere Begegnungen mit dem Unikum“. Auch Harold Gould als Nebendarsteller wurde lobend erwähnt, „dessen Fehde mit dem vermeintlichen Provinzbullen Columbo der Handlung zusätzlichen Reiz verleiht“.
Peter Falk selbst würdigte die erste weibliche Besetzung des Antagonisten: “I’m not sure what my life would have been like without Lee. She was the first guest star on a Columbo. Lee is an attractive, unusually desirable female. It’s amazing at the drop of a hat how deadly she can become as a murderer – one of Columbo’s most formidable adversaries.” (deutsch: „Ich weiß nicht, wie meine Karriere ohne Lee [Grant] verlaufen wäre. Sie war der erste Gaststar bei Columbo. Lee ist eine attraktive, ungewöhnlich begehrenswerte Frau. Es ist verblüffend, wie tödlich sie im Handumdrehen als Mörderin werden kann – einer von Columbos gefährlichsten Gegenspielern.“)
Lee Grant war 1971 für einen Emmy in der Kategorie Outstanding Single Performance by an Actress in a Leading Role nominiert, gewann den Preis aber für den Fernsehfilm The Neon Ceiling.

## Trivia
Das von der Mörderin Leslie Williams gesteuerte einmotorige Privatflugzeug vom Typ Beechcraft Bonanza 36 (Baujahr 1968) mit dem FAA-Luftfahrzeugkennzeichen N7835R kam am 5. September 2022 bei der Landung auf dem Regionalflughafen von Tupelo im US-Bundesstaat Mississippi zu Schaden. Laut Ermittlungen brach beim Aufsetzen des Flugzeugs auf der Landebahn das Bugrad ab und die Maschine kippte nach vorne. Bei dem Vorfall verletzte sich niemand. Das Flugzeug wurde 1971 auch bei der ebenfalls von Universal Television produzierten NBC-Mystery-Movie-Serie Banacek in der Episode A Million the Hard Way eingesetzt.